# Ahura Mazda
Pour les articles homonymes, voir Mazda.

Fravarti ou Faravahar.

Ahura Mazda (du vieux-perse 𐏈	𐏉 / Auramazdâ (« Seigneur de la Sagesse ») en persan اهورامزدا) est la divinité centrale de l'ancienne religion mazdéenne.

## Histoire
Dès l'Avesta ancien, Ahura Mazda est le ratuš, le « modèle idéal », l'« exemple à suivre » du monde spirituel. Après la réforme de l'ancien culte mazdéen par Zoroastre, Ahura Mazdâ devient la divinité unique, abstraite et transcendante du zoroastrisme. Selon l'Avesta, il est l'Esprit suprême qui donna naissance à deux principes opposés : Spenta Mainyu (l'Esprit Saint) et Angra Mainyu  ou Ahra Manyu (le Mauvais Esprit). Si Ahura Mazdâ transcende les éléments de la création physique, il n'en demeure pas moins le Pôle de la Lumière essentielle, le père d'Atar manifesté par le Feu primordial qui est la lumière fulgurante, toute métaphysique, mais qui précède et engendre les illuminations célestes des feux solaires et stellaires du cosmos.
Dans le zervanisme, Ormuzd (AuhrMadzd ou Ormudz, contraction pehlevi de Ahura Mazdâ) et Ahriman (contraction pahlévie de Ahra Mainyu) sont dominés par Zervan (le temps-sans-bornes). Ormudz est l'adversaire d'Ahriman, la représentation zoroastrienne du mal. Il est porteur de l’arta, c'est-à-dire la sagesse et la vérité.
Dans le zoroastrisme, certaines des Amesha Spenta (Saints Immortels) ou divinités primordiales du mazdéisme deviennent les sept expressions ou vertus divines du Seigneur Ahura :
- Vohu Manah : la bonne pensée
- Asha Vahishta : la vérité-justice excellente, l'ordre juste en tant que perfection divine dont l'ordre cosmique
- Khshatra : le Royaume de Dieu, Royauté Désirable (Khshatra Vairya)  - L'empire - pouvoir et puissance du Bien
- Ârmaiti : la dévotion en tant que sainte piété douée d'activités bienfaisantes - Spenta Armaïti
- Haurvatât : la santé en tant que destructrice de la maladie inoculée dans la création par Ahriman, et salut dans le monde spirituel
- Ameretât : l'immortalité (ou non-mort) en tant que dynamisme perpétuel de la vie divine

On peut inclure :
- Mazdâ	: la sagesse, la lumière, l'omniscience. Parfois Spenta Mainyu (Esprit Saint) est distingué d'Ahura Mazdâ (Seigneur Sage, le dieu suprême) (Yashts 44.7, 45.6) pris pour son père, parfois Ahura Mazdâ est le Spenta Mainyu par excellence (Yashts, 1.1), parfois ils sont identifiés (Yashts, 13.28)[4].

Le disque ailé représenté ci-contre est présent sur de nombreux bas-reliefs de la cité royale de Persépolis, de même que sur les sceaux achéménides. Son identification à Ahura Mazdâ est néanmoins discutée. Selon Paul du Breuil, il ne représente pas Ahura Mazdâ, mais le Farvahar, la fravarti (l'Ange) qui se trouve dans la sphère du Soleil. On y voit un prêtre de Mardouk[réf. nécessaire], barbu et vêtu à la mode védique, sortant à mi-corps du disque solaire ailé.

## Dans l'Empire perse

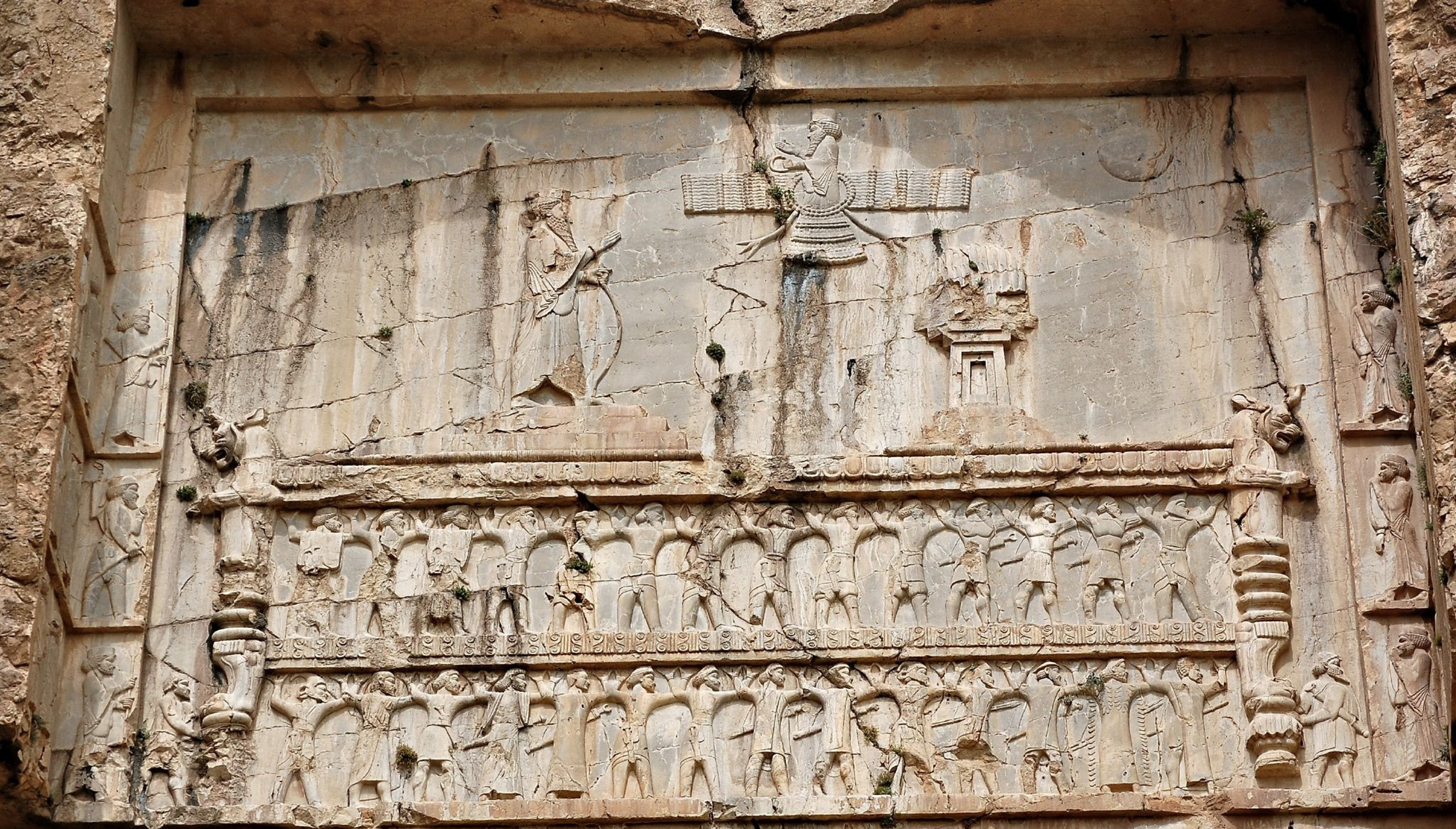
Ahura Mazda sur la tombe de Darius Ier.

Dans les inscriptions de Darius Ier, souverain de l'Empire perse, il est désigné comme « le plus grand des dieux » et il est généralement invoqué seul. Il est considéré comme la source du pouvoir royal. Les Perses et les Grecs l'assimilent parfois à Zeus : ainsi, le « char sacré de Zeus » évoqué par Hérodote, Xénophon ou encore Quinte-Curce est en réalité consacré à Ahura Mazda.

## Dans la culture
- Ahura Mazda fait partie des nombreux dieux cités dans la série de bande dessinée Astérix.
- Publicité : la compagnie américaine General Electric décida en 1909 de capitaliser sur l'image de lumière et de sagesse du dieu Ahura Mazda pour commercialiser ses produits destinés à l'éclairage électrique, qui, à l'époque, avait une aura de modernité et de progrès scientifique. La marque Mazda fut apposée sur des lampes à incandescence, des tubes radio et des piles électriques. En France les piles étaient fabriquées et distribuées sous la marque CIPEL - MAZDA par une filiale de la société Thomson Houston et de la Compagnie Generale d'Electricité. À la suite de restructurations, la marque Mazda disparut dans les années 1970.
- Ahura Mazda a inspiré le nom du constructeur automobile japonais dénommé Mazda depuis 1934.